# Ewigi Liäbi
Ewigi Liäbi ist ein Schweizer Mundart-Lied, das im Jahr 2000 registriert wurde und bis heute der grösste Erfolg der Schweizer Band Mash war. Von der Band wurde das Lied nie als Single veröffentlicht, trotzdem ist es ein Dauerbrenner in den Schweizer Radiosendern und den meisten Deutschschweizern bekannt.
Der Sänger Padi Bernhard schrieb das Lied 1995 ursprünglich für seine damalige Freundin. Es kam dann als letzter Song auf das Album «mash.nidvobärn». Weder Radiomoderatoren noch Journalisten massen dem Song besonderes Hitpotential bei, erst mehrfacher Hörerwunsch machte den Song zu dem, was er heute ist.
Auf dem Album «mash.nidvobärn» hat sich das Lied über 40'000mal verkauft und wurde 2006 zum fünftbeliebtesten und im Jahr 2007 (nach erfolgtem Sieg in der Kategorie «Lovesongs» bei Die grössten Schweizer Hits) zum zweitbeliebtesten Schweizer Mundartsong gewählt. Im Gegensatz zu vielen anderen Schweizer Liedklassikern ist es nicht in Berndeutsch, sondern im Schwyzer Dialekt gesungen.
Die Ballade weist einfache Harmonien auf und ist dezent mit Klavier (Hauptinstrument, durchgehend) und akustischer Gitarre (im Hintergrund, nach dem zweiten Refrain mit einem Solo) instrumentiert. 
Da seit Ende 2006 auch Downloads ohne veröffentlichte Single für die offizielle Schweizer Hitparade zählen, schaffte es der Song von Mash am 31. Dezember 2006 auch noch in die Single-Hitparade.

## Coverversionen
Das Lied Ewigi Liäbi wurde seit der Erstveröffentlichung mehrfach gecovert:
- Die Band QL veröffentlichte eine Fun-Punk-Version des Lieds. Mit der QL-Version gewann Carmen Fenk die erste Staffel der Castingshow MusicStar des Schweizer Fernsehens.
- 2007 erschien das Lied in einer Jodler-Version auf der CD Mey Freyd des Jodlerklubs Wiesenberg aus Dallenwil und verhalf dem Jodlerklub zum Einstieg in die offizielle Schweizer Album-Hitparade (höchste Klassierung Platz 4).[6]
- Anlässlich der Bundesfeier am 1. August 2009 in Brunnen SZ sang Padi Bernhard das Lied in Begleitung der Musikgesellschaft Brunnen, welche das Klavier und alle anderen Backgroundinstrumente ersetzte, unter der Leitung von Michael Schlüssel. Der Arrangeur dieser Version war der Brunner Lehrer und Musiker Bernd Pfeiffer. Beim 125-Jahr-Jubiläum besagter Musikgesellschaft wurde das Arrangement erneut gemeinsam mit Bernhard, Eveline Suter, dem Männerchor Brunnen und dem Joderklub Alpenklänge Brunnen.[7]
- Jürgen Drews veröffentlichte 2010 eine deutsche Version des Liedes auf seinem Album Schlossallee.
- Die Band Furbaz coverte das Lied ebenfalls 2010.
- Piero Esteriore veröffentlichte 2016 eine Version mit schweizerdeutschem und italienischem Text als Ewigi Liäbi / Eterno Amore.
- Von DJ Ötzi gab es 2017 eine Version in österreichischem Deutsch mit dem Titel Ewige Liebe.
- Michael Hirte coverte das Lied mit seiner Mundharmonika
- 2012 coverten Andy Borg, Semino Rossi und Karel Gott das Lied mit deutschen, spanischen und tschechischsprachigen Passagen.